# Nikola Mišović
Nikola Mišović (Beograd, 1992) srpski je pisac. Široj čitalačkoj publici postao je poznat romanom Ubistvo Deda Mraza.

## Biografija
Rođen je 9. oktobra 1992. godine u Beogradu. U svet pisaca ulazi sa devetnaest godina, objavljivanjem romana Lančana Reakcija pod pokroviteljstvom izdavačke kuće Smart Studio.
U dvadeset petoj godini počinje da piše na engleskom jeziku. Ubrzo, Nikola objavljuje prvi roman na engleskom jeziku Untold Stories of the Little Prince. Time postaje prvi pisac koji je direktno nastavio original Egziperijevog Malog princa.
Uređivao je sadržaj sajtova Dig Intrigue, Black Friday History i Lepi Opisi. Pored pisanja, bavi se video-montiranjem i internet-marketingom. Fasciniran je kratkim filmom i animacijama. Rekreativno trenira brazilsku džijudžicu i nosilac je braon pojasa.

## Spoljašnje veze
- „„Lančana reakcija“: Društvena propast u dominu efektu moralnog poniranja”. Svet. Приступљено 5. 11. 2022.
- „Promocija romana "Lančana reakcija"”. Ozon pres. Приступљено 5. 11. 2022.
- „Art Magazin - Nikola Mišović, Slaviša Pavlović i Mirijana Stojadinović”. You Tube. Приступљено 6. 11. 2022.